# Lepajan montanus
Lepajan montanus är en spindelart som först beskrevs av Arthur M. Chickering 1940.  Lepajan montanus ingår i släktet Lepajan och familjen spökspindlar.
Artens utbredningsområde är Panama. Inga underarter finns listade i Catalogue of Life.